# Ballade in lange A
Ballade in lange A is een Nederlandstalig liedje van de Belgische zanger Jan De Wilde uit 1979.
Op de B-kant van de gelijknamige single stond het nummer Abadja waaraan Eddy Peremans (gitaar) en Jo Soetaert (drums) meewerkten.

## Meewerkende artiesten
- Jan De Wilde (zang)